# PRADO
PRADO는 오픈 소스, 객체 지향, 사건 기반, 컴포넌트 기반 PHP 웹 프레임워크이다. PRADO의 이름은 "PHP 고속 응용 프로그램 개발 객체 지향"(PHP Rapid Application Development Object-oriented)에서 파생된 두문자어이다.

## 역사
PRADO 프로젝트는 치앙 쉬에(Qiang Xue)에 의해 시작되었고 Apache Tapestry로부터 영향을 받았다. 이 프레임워크는 또한 델파이와 마이크로소프트의 ASP.NET 프레임워크로부터 아이디어를 가져왔다. PRADO의 첫 공개 릴리스는 2004년 6월 출시되었으나 현재는 구식이면서 매우 제한된 PHP 4 객체 모델을 사용하여 개발되어 여러 문제가 발생하였다. 치앙은 새로운 PHP 5 객체 모델을 위한 프레임워크를 재작성하였고 젠드 PHP 5 코딩 콘텐스트에 겨뤄 승리하였다.
PRADO는 고속 응용 프로그램 개발(RAD) 프레임워크로서 초창기에는 고성능, 고트래픽 시나리오에 준비되지 않았다는 이유로 비평을 받았다. PRADO의 나중 버전에 등장한 탬플릿, 구성 캐시 구현체는 구조상 대부분의 성능 병목 현상을 제거하였고 상호작용 웹 페이지와 애플리케이션 개발을 위한 PHP 프레임워크 가운데 고속 방식을 제공하면서 중-고 수준의 트래픽의 웹사이트의 제작에 적합하게 되었다.
2008년 말, 치앙은 PRADO의 개념적인 재설계 부분인 Yii 프레임워크를 공개하였으며 고성능, 고트래픽 시나리오를 대상으로 하였다.
PRADO의 잇따르는 유지보수와 업데이트는 프로젝트의 구글 디벨로퍼스 페이지에서 프로젝트의 커뮤니티 멤버들에 의해 관리되어 왔다. 2013년 이후로 이 프로젝트는 깃허브로 이동되었다.

## 라이선스
PRADO는 수정된 BSD 허가서로 출시되며 2차저작물의 소스 코드 배포 없이 오픈 소스 및 사유 웹 애플리케이션 개발을 위해 자유로운 PRADO 사용을 허용한다.